# John Galliano
Juan Carlos Antonio Galliano Guillén (ur. 28 listopada 1960 na Gibraltarze) – brytyjski projektant mody, twórca eleganckich i nowatorskich projektów inspirowanych motywami historycznymi (takich, jak „kolekcja Dickensowska”). W roku 1990 zaprojektował kostiumy do baletu Corrulao Ashleya Page’a, wykonanego przez Ballet Rambert. 27 listopada 2001 na Buckingham Palace królowa brytyjska Elżbieta II uhonorowała go Orderem Imperium Brytyjskiego. W 1987, 1994, 1995 i 1997 (ex aequo z Alexandrem McQueenem) został uznany projektantem roku.

## Życiorys

### Wczesne lata
Urodził się na Gibraltarze w rodzinie rzymskokatolickiej jako syn Anity i Juana Galliano. Miał też żydowskie korzenie. Jego ojciec był Gibraltarczykiem, a matka była Hiszpanką i tańczyła flamenco. Kiedy miał sześć lat, wraz z rodziną przeprowadził się do Anglii. Wychowywał się w wielokulturowej dzielnicy Londynu. Uczęszczał do Wilson's School w Waddonie, w dzielnicy Londynu. W latach 1981–84 studiował na wydziale projektowania mody w Central Saint Martins College of Art and Design.

### Kariera
Już podczas studiów dostawał zamówienia od Teatru Narodowego na projekty kostiumów. Jego kolekcja dyplomowa „Les Incroyables“, w 1984 roku, była inspirowana rewolucją francuską. Wykupił ją w całości londyński butik Browns. Po ukończeniu studiów stworzył własną markę, skierowaną do bogatych biznesmenów, która po zaledwie kilku latach upadła, a Galliano musiał ogłosić bankructwo. Wykonywał proste zamówienia, jednak dopiero spotkanie z redaktorką naczelną amerykańskiego „Vogue’a” odmieniło jego sytuację. Poznał też Annę Wintour i Andre Leona Talleya (ówczesnego korespondenta „Vanity Fair” w Paryżu), które przedstawiły Marii Saõ Schlumberger, znanej paryskiej finansjerze, która udostępniła swój XVIII-wieczny hôtel particulier specjalnie na jego pokaz.
Galliano wykonał słynną kolekcję uszytą z jednej belki materiału. Zachwyt Diane von Fürstenberg, która pisała o projektancie na łamach New York Fashion Week, sprawił, że zainteresowały się nim kolejne finansjery. W 1995 został naczelnym projektantem Givenchy i pierwszym Brytyjczykiem we francuskim domu mody haute couture. Jego pierwsza kolekcja, mix inspiracji i prostych linii, składała się z bogato zdobionych fraków i długich sukni z kokardami. W latach 1997–2011 był naczelnym projektantem Christiana Diora.
Kiedy Galliano dołączył do Diora, marka została włączona w koncern LVMH (Louis Vuitton Möet Hennessy). Bernard Arnault, właściciel koncernu, wykupił dwie marki: Givenchy i Diora. W roli projektanta Diora obsadzono Galliano. Jego zadaniem miało być przyciągnięcie młodszej klienteli i zarazem odczarowanie niedostępnych kolekcji haute couture poprzez tańsze linie ready-to-wear. U Diora Galliano projektował między innymi żakiety z szerokimi, bufiastymi ramionami i szerokie spódnice do kolan. Swoje inspiracje czerpał z historii i sztuki.
25 lutego 2011, na chwilę przed rozpoczęciem Paris Fashion Week, świat obiegło skandaliczne doniesienie o jego głośnym wybryku w jednej z paryskich restauracji La Perle, gdzie Galliano obraził żydowską kobietę, która usłyszała od niego wyzwiska typu „brudna żydowska mordo, powinnaś być trupem”, i azjatyckiego mężczyznę. Zaraz po antysemickich i rasistowskich komentarzach, prawdziwy skandal wywołało jednak nagrane telefonem komórkowym wideo z grudnia 2010, na którym pijany Galliano w tym samym barze wyznaje miłość do Hitlera i pozytywnie „wypowiada się” o holocauście. Skandal odbił się na jego karierze, musiał na wiele lat pożegnać się ze światem mody, a jego miejsce u Christiana Diora zajął Marc Jacobs. Unieważniono Order Narodowy Legii Honorowej, który otrzymał w 2009. Naomi Campbell załatwiła mu pobyt w klinice odwykowej w Arizonie, w której leczyli się Elton John i Donatella Versace. Na miejscu odwiedziła go Linda Evangelista, a Kate Moss zleciła mu zaprojektowanie swojej sukni ślubnej. Przez kolejne dwa lata projektant trzymał się z dala od mody, skupiając się na walce z nałogami.
Na początku 2013, Galliano przyznał, że odstawił wszystkie używki i postanowił wrócić. Pierwszą szansę dał mu dom mody Óscar de la Renta, dla którego zaprojektował kolekcję na sezon jesień/zima 2013. Udzielił głośnego wywiadu, gdzie podziękował za drugą szansę. W 2014 dom mody Maison Martin Margiela potwierdził, że Galliano obejmie stanowisko dyrektora kreatywnego. Jego pierwsza kolekcja na paryskim tygodniu mody została przyjęta z zachwytem. Galliano połączył modę z innowacyjnymi rozwiązaniami. Zaprojektował groteskowe, zdekonstruowane kreacje obok niemal ascetycznych sukni w odcieniach czerwieni. Niecodzienne połączenia widać było również w trzeciej kolekcji dla Margiela. Na wiosnę/lato 2016 Galliano zaproponował klasyczne, białe sylwetki, obok zabawnych tekstur, brokatów, cekinów i licznych odwołań do Davida Bowiego.

### Życie prywatne
Nie krył się ze swoim homoseksualizmem; już w latach studenckich jego chłopakiem był Żyd John Flett (1963-91). Zaraz po ukończeniu szkoły i zaprezentowaniu swojej dyplomowej kolekcji, zaczął imprezować w znanych klubach z drag queens. W 2011 zmarł na atak serca 38-letni Steven Robinson, jego życiowy partner i współpracownik. Związał się ze stylistą Alexisem Roche.